# 브라킬로포사우루스
브라킬로포사우루스(Brachylophosaurus)는 중생대 백악기 후기, 오늘날 북아메리카 대륙에 서식한 4족보행(때로는 2족보행)의 초식공룡이다. 조반류-하드로사우루스과에 속한다. 학명은 '짧은 볏 도마뱀(short-crested lizard)'이라는 뜻을 갖고 있다. 화석은 캐나다 앨버타주와 미국 몬태나주에서 발견되었다. 코 부분에는 낮은 도랑같은 계관(鶏冠)이 있고, 양쪽 눈 사이에는 가시모양의 돌기가 있다. 앞다리는 길다. 전체 몸 길이는 약 7m~8.5m정도이다.